# ملووو
ملووو (به صربی: Melovo) یک منطقهٔ مسکونی در صربستان است که در لسکواس واقع شده‌است. ملووو ۶۳ نفر جمعیت دارد.